# Oulunsalo
Oulunsalo è stato un comune finlandese, avente 9878 abitanti al momento della soppressione della municipalità a fine 2012, situato nella regione dell'Ostrobotnia Settentrionale. Il comune è monolingue finlandese. Dal 1º gennaio 2013 è stato inglobato nella città di Oulu.
Il comune era conosciuto in precedenza anche con il nome Uleåsalo in documenti in lingua svedese, tuttavia in epoca moderna il nome di Oulunsalo viene usato anche in svedese.